# Cimbergo
Cimbergo är en ort och kommun i provinsen Brescia i regionen Lombardiet i Italien. Kommunen hade 540 invånare (2018).